# Gypona scabella
Gypona scabella är en insektsart som beskrevs av Delong 1983. Gypona scabella ingår i släktet Gypona och familjen dvärgstritar. Inga underarter finns listade i Catalogue of Life.